# Onda portadora
Onda portadora, é sobre a qual é transmitido o sinal com a informação, para facilitar a transmissão do sinal através dos meios físicos e adequar as frequências aos sistemas de comunicação.
A onda portadora é um sinal senoidal caracterizada por três variáveis: amplitude, frequência e fase. A amplitude é a medida da altura da onda para tensão positiva ou para tensão negativa. Também definida como crista da onda, a amplitude do sinal digital é igual à diferença da tensão para o degrau entre 0 e 1. Iniciando na tensão zero, a onda cresce atinge a amplitude, decresce, se anula, atinge sua amplitude negativa e volta a crescer até se anular novamente. Essa sequência compõe um ciclo. Sua forma genérica é dada por Ac*Cos(ωct+θc), onde Ac é a amplitude da portadora.